# Hrobice (ort i Tjeckien, Zlín)
Hrobice är en ort i Tjeckien.   Den ligger i regionen Zlín, i den östra delen av landet, 260 km öster om huvudstaden Prag. Hrobice ligger 381 meter över havet och antalet invånare är 466.
Terrängen runt Hrobice är kuperad åt nordost, men åt sydväst är den platt. Runt Hrobice är det ganska tätbefolkat, med 149 invånare per kvadratkilometer. Närmaste större samhälle är Zlín, 10,2 km sydväst om Hrobice. I omgivningarna runt Hrobice växer i huvudsak blandskog.